# Drillia bruuni
Drillia bruuni é uma espécie de gastrópode do gênero Drillia, pertencente a família Drilliidae.